# گنجه (رودبار)
گنجه ، روستایی از توابع بخش مرکزی شهرستان رودبار در استان گیلان ایران است.
براساس سرشماری مرکز آمار ایران در سال ۱۳۸۵، جمعیت آن ۱٬۱۹۶ نفر (۳۲۶خانوار) بوده‌است.ساکنین این روستا به طور کامل کُرد زبان هستند که از حدود ۴۰۰سال قبل به دستور شاه عباس از مناطق شمال غربی ایران به خراسان شمالی(قوچان) کوچانده شدند و بعد از گذشت حدود ۱۴۰ سال به روستای ماروسک از توابع نیشابور و سپس به گیلان(شهرستان رودبار) کوچ میکنند 